# 田中七郎
田中 七郎（たなか しちろう、1910年3月22日 - 1977年5月11日）は、日本の経営者。愛媛県松山市出身。

## 経歴
1931年に横浜専門学校を卒業し、1932年に石川ペイントに入社。1940年に大和塗料工業所(現在のアサヒペン)を設立し、1947年には代表取締役(のちの社長)に就任。
1974年に紺綬褒章を受章。
1977年5月11日、死去。67歳没。